# Championnats d'Europe de pentathlon moderne 1998
Navigation
Édition précédente Édition suivante
Les Championnats d'Europe de pentathlon moderne 1998 se sont tenus à Uppsala, en Suède, pour les compétitions masculines, et à Varsovie, en Pologne, pour les compétitions féminines.

## Podiums

### Hommes
| Épreuves    | Or                                                         | Argent                                                              | Bronze                                                  |
| ----------- | ---------------------------------------------------------- | ------------------------------------------------------------------- | ------------------------------------------------------- |
| Individuel  | France Sébastien Deleigne                                  | Tchéquie Libor Capalini                                             | Lituanie Edvinas Krungolcas                             |
| Par équipes | France Sébastien Deleigne Frédéric Clercq Olivier Clergeau | Hongrie Péter Sárfalvi Gábor Balogh Ákos Hanzély                    | Biélorussie Pavel Dovgal Andrey Smirnov Aleksandr Bysov |
| Relais      | France Olivier Clergeau Frédéric Clercq Sébastien Deleigne | Lituanie Edvinas Krungolcas Eugenius Senuita Andrejus Zadneprovskis | Tchéquie Zbyněk Ambrož Libor Capalini Tomáš Janko       |

### Femmes
| Épreuves    | Or                                                         | Argent                                                | Bronze                                                      |
| ----------- | ---------------------------------------------------------- | ----------------------------------------------------- | ----------------------------------------------------------- |
| Individuel  | Pologne Paulina Boenisz                                    | Pologne Iwona Kowalewska                              | Italie Fabiana Fares                                        |
| Par équipes | Italie Federica Foghetti Claudia Cerutti Fabiana Fares     | Pologne Iwona Kowalewska Anna Sulima Dorota Idzi      | Russie Yelizaveta Suvorova Tatyana Muratova Marina Kolonina |
| Relais      | Biélorussie Zhanna Shubenok Anna Vnukova Galina Bashlakova | Allemagne Kim Raisner Thora Meyer-Efland Elena Reiche | Pologne Iwona Kowalewska Paulina Boenisz Anna Sulima        |